# Gašper Marguč
Gašper Marguč (født 20. august 1990) er en slovensk håndboldspiller som spiller i MVM Veszprém KC og for Sloveniens herrerhåndboldlandshold.